# Brusque Futebol Clube
El Brusque Futebol Clube es un club de fútbol brasileño de la ciudad de Brusque, en el Estado de Santa Catarina. Fue fundado el 12 de octubre de 1987,y juega en el Campeonato Catarinense y desde 2025 el Campeonato Brasileño de Serie C, tras haber estado una temporada en la Serie B.

## Historia
Fue fundado en 12 de octubre de 1987. Los dos históricos clubes de la ciudad, el Carlos Renaux y el Paysandu, se fundieron y así nació el club. Con apenas 5 años de historia, se coronó campeón del Campeonato Catarinense de la primera división, la máxima competencia a nivel de estado. En la final, ganó a Avaí Futebol Clube.
También ganó la Copa Santa Catarina, la segunda competencia más importante del estado por otras cuatro veces. Le tocó jugar la Copa do Brasil cuatro veces en su historia.
En 2022 se consagró campeón por segunda vez del Campeonato Catarinense tras superar en la final al Camboriú.

## Jugadores
Los máximos ídolos de la historia del club son el volante ofensivo Palmito y el delantero Claudio Freitas, quienes lograron la máxima gloria de la historia del club, el Campeonato Catarinense de 1992, cuando ganaron a Avaí FC en la final. También tuvieron paso por el Bruscão, el delantero Viola, campeón mundial con la selección de Brasil en 1994 y Aloisio, delantero campeón mundial con el São Paulo FC en el Mundial de Clubes 2005.

### Plantilla 2025

#### Altas y bajas 2025 (otoño)
| Altas           | Altas     | Altas        | Altas          | Altas |
| Jugador         | Posición  | Procedencia  | Tipo           | Costo |
| --------------- | --------- | ------------ | -------------- | ----- |
| Vinni Faria     | Delantero | Cianorte     | Transferencia. | --    |
| Roberto Rosa    | Defensa   | Operário-PR  | Transferencia. | --    |
| Álvaro          | Delantero | Agente libre | Libre.         | --    |
| Alex Paulino    | Volante   | FC Cascavel  | Transferencia. | --    |
| Jean Mangabeira | Volante   | Agente libre | Libre.         | --    |

| Bajas            | Bajas    | Bajas        | Bajas                  | Bajas |
| Jugador          | Posición | Procedencia  | Tipo                   | Costo |
| ---------------- | -------- | ------------ | ---------------------- | ----- |
| Rodolfo Potiguar | Volante  | Agente libre | Rescisión de contrato. | --    |

## Entrenadores
- Lauro Búrigo (1988–1989)[40]
- Alcino Simas (1990)[40]
- Veiga (1990–1991)[40]
- Joubert Ferreira (1992-1993)[40]
- Luiz Carlos Gasperin (1993)[40]
- Magno Francisco (1994)[40]
- Adilson Fernandes (1995)[40]
- Bobo (1996)[40]
- Abel Ribeiro (1996)[40]
- Ciro Luiz (1996)[40]
- Gassem Salim Youssef (1997–1999)[40]
- Adilson Fernandes (1999)[40]
- Edson Porto (1999)[40]
- Leandro Campos (2000)[40]
- Manoel Rodrigues (2000)[40]
- Edson Porto (2000)[40]
- José Antônio Martins (2000)[40]
- Gassem Salim Youssef (2001)[40]
- Luiz Freire (2002)[40]
- José Antônio Martins (2002)[40]
- Gelson Silva (2004–2005)[40]
- Gerson Andreotti (2005–2006)[40]
- Armando Desessards (2006)[40]
- Gerson Andreotti (2007)[40]
- Tonho Gil (2007)[40]
- Nazareno Silva (2008)[40]
- Catê (interino- 2008)[40]
- Agenor Piccinin (febrero de 2008)[41][42]
- Amaro Junior (2008)[40]
- Suca (2008–febrero de 2010)[40][43]
- Indião (interino- febrero de 2010)[43][44]
- Hélio Vieira (febrero de 2010–abril de 2010)[44][45]
- Joceli dos Santos (abril de 2010–?)[46]
- Nestor Simionato (febrero de 2011–abril de 2011)[47][48]
- Itamar Schulle (abril de 2011–2011)[49]
- Hélio Vieira (junio de 2011–julio de 2011)[50][51]
- Marcelo Caranhato (julio de 2011–2012)[52][53]
- Rogério Perrô (abril de 2013–noviembre de 2013)[54][55]
- Pingo (noviembre de 2013-marzo de 2014)[56][57]
- Joceli dos Santos (marzo de 2014)[58][59]
- Mauro Ovelha (octubre de 2015–febrero de 2017)[60][61]
- Pingo (febrero de 2017–junio de 2017)[61][62]
- Jerson Testoni (junio de 2017–octubre de 2017)[63][64]
- Picoli (octubre de 2017–enero de 2018)[64][65]
- Pingo (enero de 2018–noviembre de 2018)[66][2]
- Paulo Baier (noviembre de 2018–enero de 2019)[2][67]
- Marcelo Caranhato (enero de 2019–mayo de 2019)[67]
- Waguinho Dias (mayo de 2019–agosto de 2019)[68][69]
- Jerson Testoni (interino- agosto de 2019–2019)[69]
- Evandro Guimarães (septiembre de 2019)[70][71]
- Jerson Testoni (interino- septiembre de 2019–octubre de 2019/octubre de 2019–septiembre de 2021)[71][72][73][74]
- Waguinho Dias (septiembre de 2021–mayo de 2022)[75][76]
- Luan Carlos (mayo de 2022–agosto de 2022)[77][78]
- Gilson Kleina (septiembre de 2022–noviembre de 2022)[79][80]
- Luizinho Lopes (noviembre de 2022–mayo de 2024)[81][82]
- Luizinho Vieira (marzo de 2024–septiembre de 2024)[83][84]
- Marcelo Cabo (septiembre de 2024–noviembre de 2024)[85][86]
- Filipe Gouveia (enero de 2025–presente)[5]

## Rivalidades
Su clásico rival es Clube Atlético Metropolitano, de la ciudad vecina Blumenau.

## Palmarés

### Torneos nacionales
- Campeonato Brasileño de Serie D (1): 2019

### Torneos estatales
- Campeonato Catarinense (2): 1992, 2022
- Campeonato Catarinense Divisão Especial (3): 1997, 2008, 2015
- Copa Santa Catarina (5): 1992, 2008, 2010, 2018,[88] 2019
- Recopa Catarinense (2): 2020, 2023
- Recopa Sul Brasileira (1): 2008